# Festival di Berlino 1989

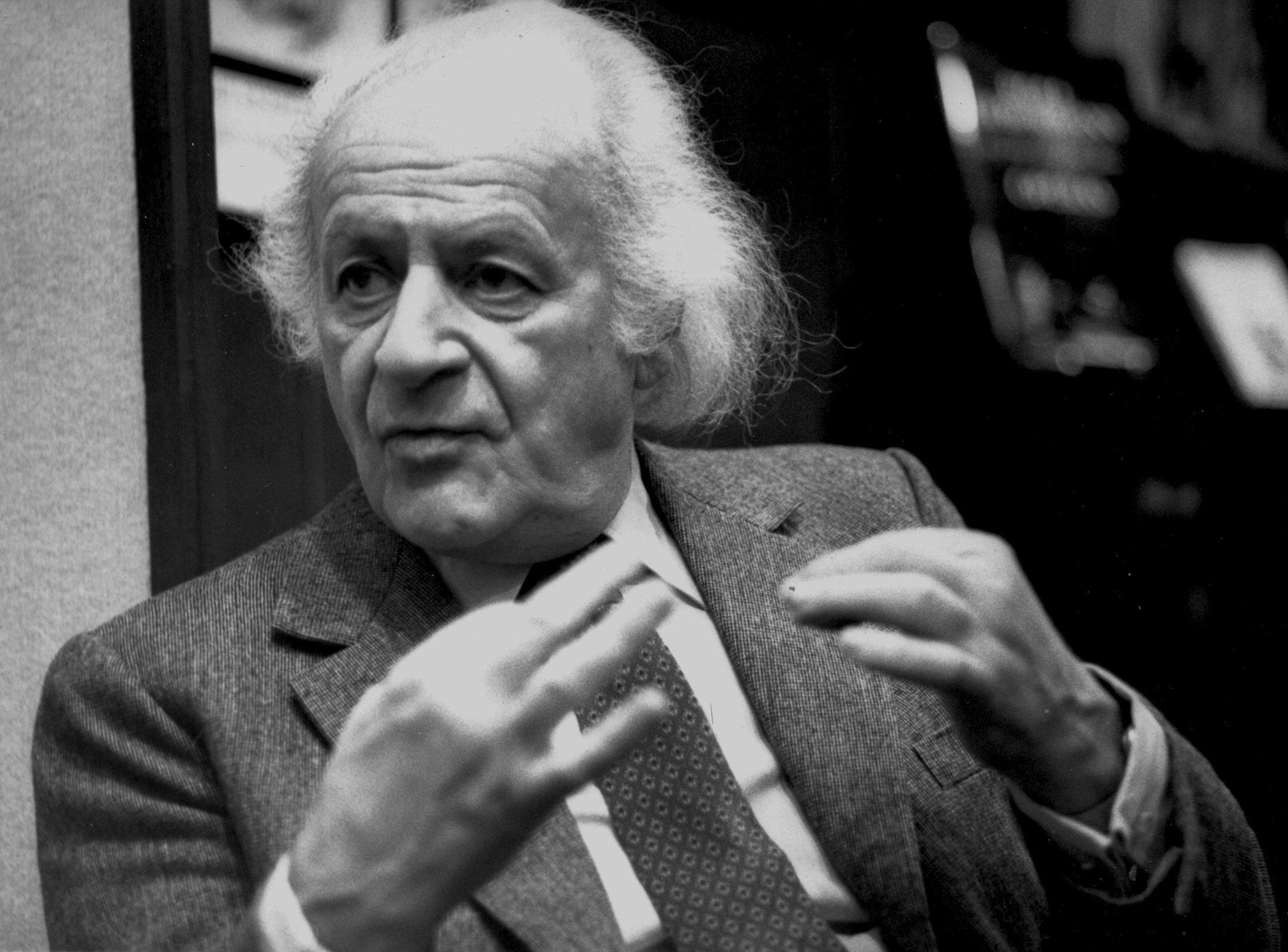
Il compositore svizzero Rolf Liebermann, presidente della giuria internazionale.

La 39ª edizione del Festival internazionale del cinema di Berlino si è svolta a Berlino dal 10 al 21 febbraio 1989, con lo Zoo Palast come sede principale. Direttore del festival è stato per il decimo anno Moritz de Hadeln.
L'Orso d'oro è stato assegnato al film statunitense Rain Man - L'uomo della pioggia di Barry Levinson.
L'Orso d'oro alla carriera è stato assegnato all'attore Dustin Hoffman, mentre la Berlinale Kamera è stata assegnata al regista Stephen Frears e a tre figure che nelle parole di de Hadeln, «avevano contribuito a ristabilire un clima di fiducia e permettere a un numero sempre maggiore di film dell'Est e dell'Ovest di partecipare al festival»: il dirigente della MPAA Marc Spiegel, il presidente dell'amministrazione centrale per il cinema nella Germania Est e viceministro della cultura Horst Pehnert e il vice presidente del Goskino, ente statale sovietico per il cinema, Michail Schkalikow.
Il festival è stato aperto da Le relazioni pericolose di Stephen Frears ed è stato chiuso da Un'altra donna di Woody Allen, entrambi proiettati fuori concorso.
La retrospettiva di questa edizione ha incluso due programmi: uno dedicato al produttore Erich Pommer, figura chiave del movimento espressionista tedesco e a capo dell'UFA dal 1924 al 1926, e uno intitolato "Europe 1939", dedicato alle produzioni cinematografiche europee del 1939.

## Storia
(Gertrud Koch, Frankfurter Rundschau, a proposito del documentario Hôtel Terminus di Marcel Ophüls.)
Alla soglia degli anni novanta la Berlinale era ormai diventata la più importante manifestazione internazionale per i film provenienti dall'Europa dell'Est. Nel 1989 continuarono ad essere mostrati film un tempo banditi o censurati come Privarzaniyat balon della regista bulgara Binka Zhelyazkova (1967) e Obrazy starého sveta dello slovacco Dušan Hanák (1972), entrambi nella sezione Panorama, ma cominciarono anche ad essere proposti i primi film realizzati durante l'era della perestrojka di Michail Gorbačëv. Nel concorso furono presentati Ja milujem, ty miluješ dello stesso Hanák, Il servo di Vadim Abdrašitov e Mielött befejezi röptét a denevér dell'ungherese Péter Tímár, fuori concorso Der Bruch di Frank Beyer e Vlast Solovetskaya. Svidetelstva i dokumenty, documentario di Marina Goldovskaya su un argomento fino a quel momento tabù come quello dei gulag sovietici. Il Forum internazionale del giovane cinema propose tre opere di Aleksandr Sokurov e La piccola Vera di Vasilij Pičul, un film sulla "generazione perduta" russa che risultò uno dei più apprezzati dalla critica. «Una metafora del rapporto con lo stato, ancora permeato da un atteggiamento di disperazione e sarcasmo», come scrisse Michael Kötz sul Frankfurter Rundschau, «ci si comincia a dispiacere per Gorbačëv che cerca di ottenere qualcosa partendo da questa base». Nel Kinderfilmfest due premi vennero assegnati a Kukolka di Isaak Fridberg, che affrontava il fenomeno degli sport professionistici in Unione Sovietica e gli effetti devastanti sullo sviluppo della personalità dei bambini.

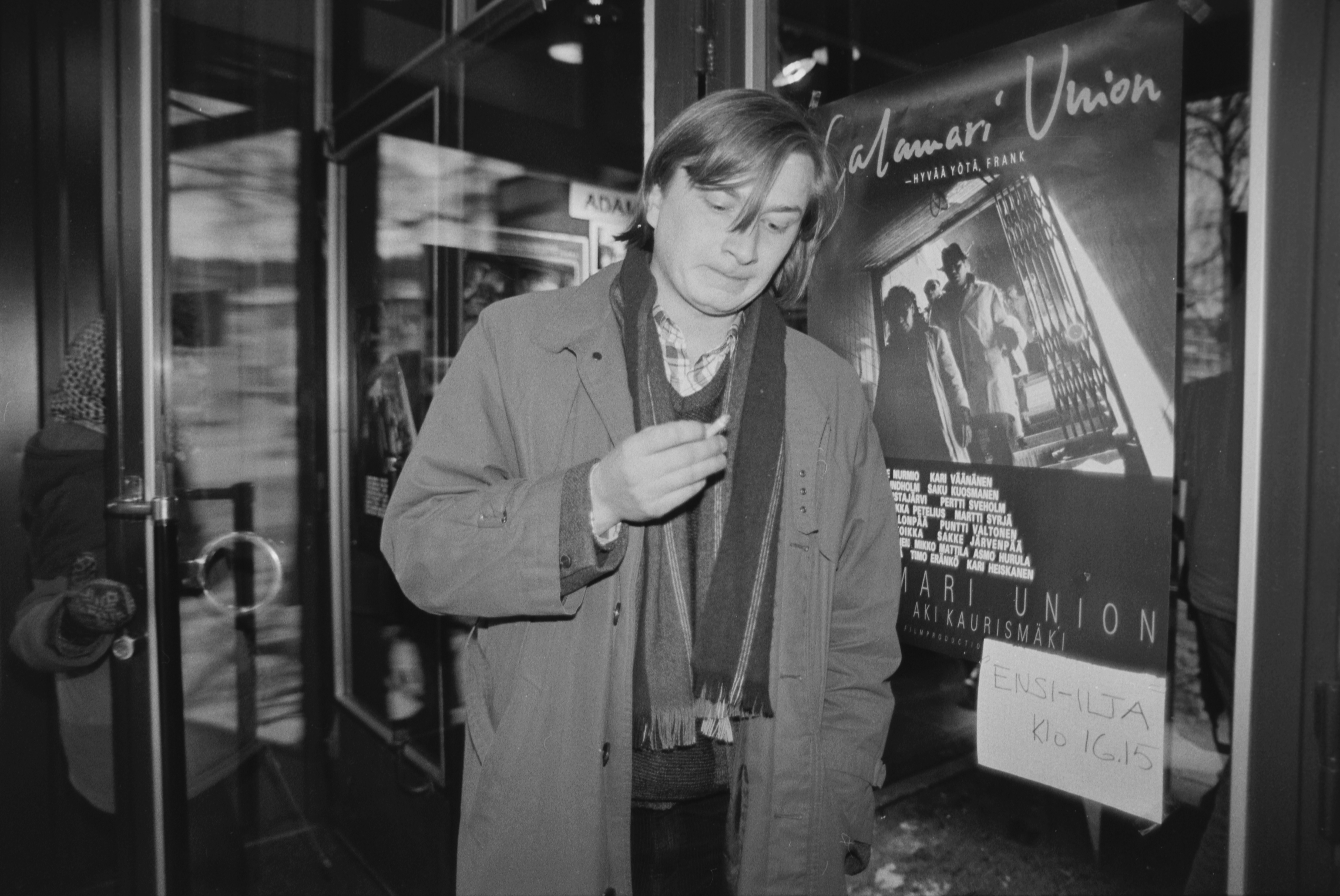
«Non mi piace particolarmente il Festival del cinema di Berlino, ma il Forum è un'altra cosa. Il pubblico ha capito le battute e "i significati profondi" (se ce ne sono stati, cosa di cui dubito) dei miei film... insomma, il Forum di Berlino è uno dei miei ospedali psichiatrici». Aki Kaurismäki.

Uno dei principali temi del Forum fu rappresentato dal periodo nazista e dalla necessità di non dimenticare quanto accaduto, una necessità che coincise con le recenti elezioni che avevano portato un partito di estrema destra nella Camera dei Rappresentanti di Berlino. Tra gli altri furono proiettati i documentari Lodz Ghetto di Alan Adelson e Kate Taverna, sulla segregazione della popolazione ebraica nel ghetto della città polacca di Łódź, Voices from the Attic di Debbie Goodstein e Jacoba di Joram ten Brink, due storie familiari nell'Europa orientale durante la seconda guerra mondiale, Vienna Is Different: 50 Years After the Anschluss di Susan Korda e David W. Leitner, un'indagine sull'identità austriaca e sulle responsabilità nell'antisemitismo del politico e diplomatico Kurt Waldheim, e Gesucht: Monika Ertl di Christian Baudissin, ritratto della donna uccisa nel 1973 nel tentativo di rapire Klaus Barbie, ex capo della Gestapo a Lione. Un altro documentario incentrato sulla figura del "boia di Lione" rappresentò il punto focale di questa rassegna: Hôtel Terminus di Marcel Ophüls, definito dalla studiosa Gertrud Koch «un film di proporzioni epiche. Il documentarista si è avvicinato al suo soggetto con sarcasmo e la fredda furia del ricercatore».
Le recenti critiche rivolte all'eccessiva presenza delle grandi produzioni hollywoodiane in concorso furono ridimensionate quest'anno grazie alla presenza di un numero di film considerato proporzionato alla loro qualità, anche se non tutti gli addetti ai lavori furono concordi con le decisioni della giuria internazionale. Se a molti sembrò probabile che l'Orso d'Oro potesse andare a una produzione americana, la scelta di Rain Man - L'uomo della pioggia di Barry Levinson deluse parte della critica che avrebbe preferito veder premiato Talk Radio di Oliver Stone. L'Orso d'argento per Eric Bogosian, autore della sceneggiatura e interprete del ruolo principale, fu considerato da molti una sorta di "premio di consolazione". Anche Jodie Foster, protagonista di Sotto accusa di Jonathan Kaplan, fu considerata da molti più meritevole dell'Orso d'argento per la migliore attrice di Isabelle Adjani, mentre una standing ovation accolse l'Orso d'oro alla carriera a Dustin Hoffman, un premio onorario assegnato finora solo a James Stewart e Alec Guinness. Anche il cinema europeo fu giudicato in ottima forma con film come Le relazioni pericolose di Stephen Frears, War Requiem di Derek Jarman, Camille Claudel di Bruno Nuytten, Histoires d'Amérique di Chantal Akerman e soprattutto Una recita a quattro di Jacques Rivette, che si aggiudicò il Premio FIPRESCI e che Andreas Kilb definì su Die Zeit «una critica a molti altri film che sono stati proiettati a Berlino. Rivette contrappone la dura sfilata del contenuto culturale all'arte dell'improvvisazione e il ben intenzionato impegno della macchina da presa con la perfezione dell'espressione filmica... Una recita a quattro apre una finestra sullo schermo, permettendoci finalmente di respirare».
Sempre in ambito europeo, il direttore Moritz de Hadeln spiegò così la scarsa presenza di film della Germania Ovest: «La Germania ha un certo numero di registi di livello internazionale, ma certo non producono un film all'anno, non sono operai alla catena di montaggio... però... dalla morte di Fassbinder si avverte un vuoto. La generazione sua, di Kluge e di altri era motivata politicamente, in un determinato momento storico tedesco che è passato. La nuova generazione ha una sola motivazione: fare del cinema. Forse non basta».

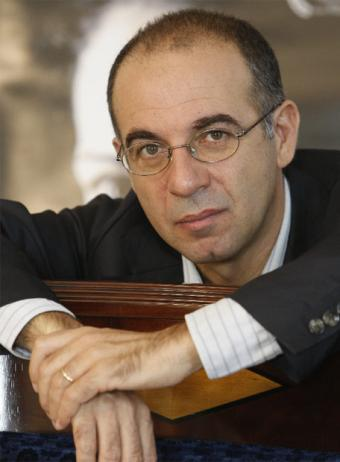
Giuseppe Tornatore, regista di Nuovo Cinema Paradiso. Il film venne invitato nella sezione Panorama ma fu ritirato dalla produzione.

L'Italia fu presente in concorso con un solo film, la co-produzione italo-svizzera Bankomatt di Villi Hermann, anche se il festival fu preceduto da aspre polemiche che rischiarono di vedere l'assenza del cinema italiano. Nuovo Cinema Paradiso di Giuseppe Tornatore, invitato nella sezione Panorama, fu ritirato dal produttore Franco Cristaldi in accordo con l'autore e con i co-produttori a causa dell'atteggiamento considerato offensivo per il cinema italiano. «Ho chiesto io al produttore di ritirare il film e non certo perché mi avessero messo fuori concorso», dichiarò Tornatore su La Stampa, «è che non mi piace l'atteggiamento sprezzante verso il cinema italiano che de Hadeln ha avuto: troppo contraddittorio sarebbe stato presentare un film che esprime il più grande amore verso il cinema italiano, come è Nuovo Cinema Paradiso». Anche Ettore Scola espresse un giudizio severo sul direttore della Berlinale dopo che Splendor venne rifiutato, a quanto pare per il fatto che avrebbe partecipato tre mesi dopo al Festival di Cannes. «È chiaro che si tratta di una ripicca, d'una rivalsa», disse il regista, «evidentemente de Hadeln ha il dente avvelenato con l'Italia... Come si fa a dire che Splendor andrà al Festival di Cannes quando quei selezionatori neppure l'hanno visto? Perché prendersela se i co-produttori francesi del film desiderano tentare con un festival francese? Nuovo Cinema Paradiso è a mio avviso un bellissimo film. Cuore di mamma di Gioia Benelli, che anche come ANAC avevamo suggerito, era più che degno di figurare almeno nella sezione Panorama, era giusto che lo prendesse».
Moritz de Hadeln commentò la minaccia ventilata dall'ANICA di ritirare dal festival lo stand e ogni presenza ufficiale italiana affermando che registi e produttori stavano cercando di «giustificare la modestia della presenza italiana a Berlino» e che la polemica stava prendendo toni «tali da pregiudicare il futuro dei nostri rapporti». In una lettera indirizzata al presidente Silvio Clementelli dichiarò inoltre che era «diritto assoluto d'ogni festival poter liberamente procedere a una selezione... In queste condizioni trovo che i suoi colleghi dovrebbero riconoscere che il festival ha fatto più del dovuto per assicurare una buona presenza italiana». Nonostante il risentimento di alcuni produttori nei confronti di de Hadeln, tutte le polemiche rientrarono dopo una riunione straordinaria dei dirigenti dell'ANICA che si tenne il 7 febbraio 1989, tre giorni prima dell’inizio del festival. Il cinema italiano fu presente con il suo stand promozionale diretto da Marcello Cipollini e venne rappresentato da Bankomatt in concorso e da Maicol di Mario Brenta nel Forum, in cui furono proiettati anche sei video sull'attività di Pier Paolo Pasolini.

## Giurie

### Giuria internazionale
- Rolf Liebermann, compositore (Svizzera) - Presidente di giuria[17]
- Leslie Caron, ballerina e attrice (Francia)
- Vadim Glowna, attore e regista (Germania Ovest)
- Randa Haines, regista (Stati Uniti)
- Vladimir Ignatovski, critico cinematografico e storico del cinema (Bulgaria)
- Chen Kaige, regista, attore e sceneggiatore (Cina)
- Adrian Kutter, fondatore del Festival Cinematografico di Biberach an der Riß (Germania Ovest)
- Francisco Rabal, attore (Spagna)
- Cliff Robertson, attore (Stati Uniti)
- Zdeněk Svěrák, attore, sceneggiatore e drammaturgo (Cecoslovacchia)
- Boris Vasiliev, scrittore e sceneggiatore (Unione Sovietica)

### Kinderjury
Il premio riservato alla sezione Kinderfilmfest è stato assegnato da una giuria composta da membri di età compresa tra 11 e 14 anni, selezionati dalla direzione del festival attraverso questionari inviati l'anno precedente.

## Selezione ufficiale

### In concorso
- 1952: Ivan i Aleksandra, regia di Ivan Nitchev (Bulgaria)
- Arcadia, regia di Paul Bamborough (Regno Unito)
- Bankomatt, regia di Villi Hermann (Italia, Svizzera)
- Camille Claudel, regia di Bruno Nuytten (Francia)
- Dauntaun hirozu, regia di Yōji Yamada (Giappone)
- Fallada - letztes Kapitel, regia di Roland Gräf (Germania Est)
- Hakayitz shel Aviya, regia di Eli Cohen (Israele)
- Histoires d'Amérique, regia di Chantal Akerman (Belgio, Francia)
- Hypotéza, regia di Boris Baromykin (Cecoslovacchia)
- I fanela me to '9', regia di Pantelis Voulgaris (Grecia)
- Ja milujem, ty miluješ, regia di Dušan Hanák (Cecoslovacchia)
- Johanna d’Arc of Mongolia, regia di Ulrike Ottinger (Germania Ovest, Francia)
- Die Lösung, regia di Sieglinde Hamacher (Germania Est)
- La nef, regia di Claude Champion (Svizzera)
- La noche oscura, regia di Carlos Saura (Spagna, Francia)
- Mielött befejezi röptét a denevér, regia di Péter Tímár (Ungheria)
- Mississippi Burning - Le radici dell'odio (Mississippi Burning), regia di Alan Parker (Stati Uniti)
- Pas à deux, regia di Monique Renault e Gerrit van Dijk (Paesi Bassi)
- Pestalozzis Berg, regia di Peter von Gunten (Germania Est, Svizzera, Italia, Germania Ovest)
- Rain Man - L'uomo della pioggia (Rain Man), regia di Barry Levinson (Stati Uniti)
- Una recita a quattro (La bande des quatre), regia di Jacques Rivette (Francia, Svizzera)
- Resurrected, regia di Paul Greengrass (Regno Unito)
- Il servo (Sluga), regia di Vadim Abdrašitov (Unione Sovietica)
- Shan shui qing, regia di Te Wei (Cina)
- Sotto accusa (The Accused), regia di Jonathan Kaplan (Stati Uniti)
- Squillace (Esquilache), regia di Josefina Molina (Spagna)
- Stari Kubcheta, regia di Dimiter Petkov (Bulgaria)
- Sunday, regia di John Lawlor (Irlanda)
- Talk Radio, regia di Oliver Stone (Stati Uniti, Canada)
- Tanglang bu chan, regia di Hu Daoqing (Cina)
- Tele-Vision, regia di Berno Kürten (Germania Ovest)
- Tiikeri ja Lilja, regia di Kristiina Tuura (Finlandia)
- Tzitziki kai myrmigi, regia di Alekos Papadatos (Grecia)
- Údel, regia di Jaroslava Havettová (Cecoslovacchia)
- The Universe of Dermot Finn, regia di Philip Ridley (Regno Unito)
- Uw mening graag, regia di Heddy Honigmann (Paesi Bassi)
- Wan zhong, regia di Wu Ziniu (Cina)

### Fuori concorso
- Abschied vom falschen Paradies, regia di Tevfik Başer (Germania Ovest)
- Un'altra donna (Another Woman), regia di Woody Allen (Stati Uniti)
- Der Bruch, regia di Frank Beyer (Germania Est)
- Le relazioni pericolose (Dangerous Liaisons), regia di Stephen Frears (Regno Unito, Stati Uniti)
- Schweinegeld, regia di Norbert Kückelmann (Germania Ovest)
- Vlast Solovetskaya. Svidetelstva i dokumenty, regia di Marina Goldovskaya (Unione Sovietica)
- War Requiem, regia di Derek Jarman (Regno Unito)

### Proiezioni speciali
- Bonaparte et la révolution, regia di Abel Gance (Francia)
- Danton, regia di Dmitrij Buchoveckij (Germania)
- Il diavolo zoppo (Le diable boiteux), regia di Sacha Guitry (Francia)
- Le due orfanelle (Orphans of the Storm), regia di David W. Griffith (Stati Uniti)
- Madame du Barry, regia di Ernst Lubitsch (Germania)
- Maria Antonietta, regina di Francia (Marie-Antoinette reine de France), regia di Jean Delannoy (Francia, Italia)
- La Marsigliese (La Marseillaise), regia di Jean Renoir (Francia)
- Un médecin des lumières, regia di René Allio (Francia, Germania Ovest)
- Il mondo nuovo (La nuit de Varennes), regia di Ettore Scola (Francia, Italia)
- Per le vie di Parigi (Quatorze Juillet), regia di René Clair (Francia)
- I ribelli della Vandea (Les Chouans), regia di Henri Calef (Francia)
- Versailles (Si Versailles m'était conté), regia di Sacha Guitry (Francia, Italia)

### Panorama

#### Film del Bayi Film Studio, Pechino
- Di dao zhan, regia di Ren Xudong (Cina)
- Lei chang xiang si shu, regia di Lian Wei (Cina)
- Xu Mao he ta de nü er men, regia di Jun Li (Cina)
- Yuanli zhanzhengde niandai, regia di Mei Hu (Cina)

#### Altri film
- ...lipotaktis, regia di Giorgos Korras e Christos Voupouras (Grecia)
- Afrikanskaja ochota, regia di Igor Alimpiyev (Unione Sovietica)
- Afterimage, regia di Susan Friedman (Stati Uniti)
- Álombrigád, regia di András Jeles (Ungheria)
- Amors bilar, regia di Ylva Floreman (Svezia)
- Apartment Zero, regia di Martin Donovan (Regno Unito, Argentina)
- Aura, regia di Murat Alijev (Unione Sovietica)
- Azul, regia di Roland Legiardi-Laura (Stati Uniti)
- Ballad of Reading Gaol, regia di Richard Kwietniowski (Regno Unito)
- The Big Dis, regia di Gordon Eriksen e John O'Brien (Stati Uniti)
- Blueberry Hill, regia di Robbe De Hert (Belgio)
- The Blue Room, regia di Cindy Canejo (Stati Uniti)
- A Broken Spine, regia di Daniel Landin e Kate Cragg (Regno Unito)
- Un brutto sogno (Celia), regia di Ann Turner (Australia)
- Cactusland, regia di Christoph Schrewe (Germania Ovest)
- Caftan d'amour, regia di Moumen Smihi (Marocco, Francia)
- La cittadella (El kalaa), regia di Mohamed Chouikh (Algeria)
- Code Gorba, regia di Stefan Schwietert (Germania Ovest)
- Comic Book Confidential, regia di Ron Mann (Canada, Stati Uniti)
- David or Goliath, regia di Anne Wivel (Danimarca)
- The Deflatable Man, regia di Paul Bettell (Regno Unito)
- Desolatesse, regia di Jörn Staeger e Rasmus Gerlach (Germania Ovest)
- The Dream of a Ridiculous Man, regia di Armand Saiia (Stati Uniti)
- The Final Season, regia di Michael Tollin (Stati Uniti)
- Fun Down There, regia di Roger Stigliano (Stati Uniti)
- Gentlemen, regia di David Farrindon (Regno Unito)
- Gruppa tovariscej, regia di Mark Ljachoveckij (Unione Sovietica)
- Haunted, regia di Webster Lewin (Stati Uniti)
- Hearts and Quarks, regia di Jane Wagner (Stati Uniti)
- Heavy petting, l'età degli amori (Heavy Petting), regia di Obie Benz (Stati Uniti)
- Hei tai yang 731, regia di Tun Fei Mou (Hong Kong, Cina)
- Himmel og helvede, regia di Morten Arnfred (Danimarca)
- L'home de neó, regia di Albert Abril (Spagna)
- Igla, regia di Rašid Nugmanov (Unione Sovietica)
- Imagining October, regia di Derek Jarman (Regno Unito)
- The Inaugural Display of the Names Project Quilt, regia di David Thompson (Stati Uniti)
- Interior Decorator From Hell, regia di Sonja Roth (Stati Uniti)
- In the Wee Wee Hours..., regia di Izak Ben-Meir (Stati Uniti)
- Jean Genet Is Dead, regia di Constantine Giannaris (Regno Unito, Grecia)
- Kærlighed uden stop, regia di Hans Kristensen (Danimarca)
- Kaspar, regia di Monika Wibmer (Austria)
- Kivimies, regia di Sauli Rantamäki e Martti Utriainen (Finlandia)
- The Last Station, regia di Martin Renkis (Germania Ovest)
- Lightning Over Braddock: A Rustbowl Fantasy, regia di Tony Buba (Stati Uniti)
- Looking for Langston, regia di Isaac Julien (Regno Unito)
- Der Mensch mit den modernen Nerven, regia di Bady Minck e Stefan Stratil (Austria)
- El misterio Eva Perón, regia di Tulio Demicheli (Spagna, Argentina)
- Morgan's Cake, regia di Rick Schmidt (Stati Uniti)
- Not Just Any Flower, regia di Terry DeRoy Gruber (Stati Uniti)
- Nouilles, regia di Marilyne Canto (Francia)
- Obrazy starého sveta, regia di Dušan Hanák (Cecoslovacchia)
- Odpadnik, regia di Bozo Sprajc (Jugoslavia)
- Onde Bate o Sol, regia di Joaquim Pinto (Portogallo)
- Pissoir, regia di John Greyson (Canada)
- Play Me Something, regia di Timothy Neat (Regno Unito)
- Polizei, regia di Şerif Gören (Germania Ovest, Turchia)
- Ponedelnik sutrin, regia di Irina Aktasheva e Hristo Piskov (Bulgaria)
- Privarzaniyat balon, regia di Binka Zhelyazkova (Bulgaria)
- Prokurorat, regia di Lyubomir Sharlandzhiev (Bulgaria)
- Qilian shan de hui sheng, regia di Yongshou Zhang (Cina)
- Qi xiao fu, regia di Alex Law (Hong Kong)
- Ray's Male Heterosexual Dance Hall, regia di Bryan Gordon (Stati Uniti)
- Resisim, regia di Yossi Somer (Israele)
- Restrisiko oder Die Arroganz der Macht, regia di Claus Strigel e Bertram Verhaag (Germania Ovest)
- Riziko II, regia di Dmitri Barshchevsky (Unione Sovietica, Stati Uniti)
- Romance, regia di Sergio Bianchi (Brasile)
- Så går ett år - Tiden i Sjöbo, regia di Ebbe Gilbe, Gunnar Källström e Kjell Tunegård (Svezia)
- Samak laban tamr hindi, regia di Raafat El-Mihi (Egitto)
- Scappa, scappa... poi ti prendo! (I'm Gonna Git You Sucka), regia di Keenen Ivory Wayans (Stati Uniti)
- Die Schauspielerin, regia di Siegfried Kühn (Germania Est)
- De schrijver en de dood, regia di Paul Driessen (Paesi Bassi)
- Shōgun Iemitsu no ranshin - Gekitotsu, regia di Yasuo Furuhata (Giappone)
- Soltana, regia di Paul Harather (Austria)
- Song from an Angel, regia di David Weissman (Stati Uniti)
- Die Sonne kommt, regia di Georg Maas (Germania Ovest)
- La soule, regia di Michel Sibra (Francia)
- Le sous-marin a voiles, regia di Quentin van de Velde (Belgio)
- The Ten Count, regia di Alan Madison (Stati Uniti)
- Tiny and Ruby: Hell Divin' Women, regia di Greta Schiller (Stati Uniti)
- Il volo della colomba (El vuelo de la paloma), regia di José Luis García Sánchez (Spagna)
- The Voyage of Herkules, regia di David Vaisbord (Canada)
- Was geht mich der Flüchtling an, regia di Heinz Bütler (Svizzera, Austria)
- West Is West, regia di David Rathod (Stati Uniti, India)
- The World Is Watching, regia di Peter Raymont (Canada, Regno Unito, Paesi Bassi, Svezia)
- Zumud, regia di Ayelet Dekel (Israele)
- Zurückbleiben, regia di Jakob Kirchheim (Germania Ovest)

### Forum internazionale del giovane cinema

#### Programma principale
- 100 Jahre Adolf Hitler – Die letzte Stunde im Führerbunker, regia di Christoph Schlingensief (Germania Ovest)
- Akira, regia di Katsuhiro Ōtomo (Giappone)
- Amor América, regia di Ciro Cappellari (Germania Ovest, Argentina)
- Ariel, regia di Aki Kaurismäki (Finlandia)
- Il bambino d'inverno (L'enfant de l'hiver), regia di Olivier Assayas (Francia)
- Banana Shoot, regia di Tosuke Sato (Giappone)
- Bejalai, regia di Stephen Teo (Malesia)
- B'Glal Hamilhamah Hahi, regia di Orna Ben-Dor Niv (Israele)
- Bilder der Welt und Inschrift des Krieges, regia di Harun Farocki (Germania Ovest)
- Blindman's Ball, regia di Dore O. (Germania Ovest)
- La boca del lobo, regia di Francisco J. Lombardi (Perù, Spagna)
- Boulevards d'Afrique, regia di Tam-Sir Doueb e Jean Rouch (Francia, Senegal)
- Campo Thiaroye (Camp de Thiaroye), regia di Ousmane Sembène e Thierno Faty Sow (Senegal, Algeria, Tunisia)
- Chilsu wa Mansu, regia di Park Kwang-su (Corea del Sud)
- Couro de Gato, regia di Joaquim Pedro de Andrade (Brasile)
- Desembarcos, regia di Alcides Chiesa e Jeanine Meerapfel (Argentina, Germania Ovest)
- A dokumentátor, regia di István Dárday e Györgyi Szalai (Ungheria)
- Die Feuerprobe - Novemberpogrom 1938, regia di Erwin e Vera Leiser (Svizzera, Germania Ovest)
- flüstern & SCHREIEN, regia di Dieter Schumann (Germania Est)
- Geheime Labyrinth des Horrors, regia di Friederike Pezold (Austria)
- Georgette Meunier, regia di Cyrille Rey-Coquais e Tania Stöcklin (Svizzera, Germania Ovest)
- Gesucht: Monika Ertl, regia di Christian Baudissin (Germania Ovest)
- Gokiburi-tachi no tasogare, regia di Hiroaki Yoshida (Giappone)
- Historias de lagartos, regia di Juan Carlos Bustamante (Cile)
- Hôtel Terminus, regia di Marcel Ophüls (Germania Ovest, Francia, Stati Uniti)
- Os Inconfidentes, regia di Joaquim Pedro de Andrade (Brasile, Italia)
- Infermental 9, Wien 1989, di registi vari[18][19]
- Jacoba, regia di Joram ten Brink (Paesi Bassi)
- Jenseits von Blau, regia di Christoph Eichhorn (Germania Ovest)
- Die Kali-Filme, regia di Wilhelm e Birgit Hein (Germania Ovest)
- Kfar Qar'a, Israel, regia di Nurith Aviv (Israele, Francia, Germania Ovest, Belgio)
- Kghziner, regia di Ruben Gevorkyants (Unione Sovietica)
- Let's Get Lost - Perdiamoci (Let's Get Lost), regia di Bruce Weber (Stati Uniti)
- Lodz Ghetto, regia di Alan Adelson e Kate Taverna (Stati Uniti)
- Maicol, regia di Mario Brenta (Italia)
- Man No Run, regia di Claire Denis (Francia)
- Les ministères de l'art, regia di Philippe Garrel (Francia)
- Miss Mend, regia di Boris Barnet e Fёdor Ocep (Unione Sovietica)
- My Name Is Bertolt Brecht - Exil in USA, regia di Norbert Bunge e Christine Fischer-Defoy (Germania Ovest)
- A Night in Havana: Dizzy Gillespie in Cuba, regia di John Holland (Canada, Stati Uniti)
- Non desiderare la donna d'altri (Krótki film o milosci), regia di Krzysztof Kieślowski (Polonia)
- Nordlicht, regia di Rüdiger Neumann (Germania Ovest)
- Paesaggio nella nebbia (Topio stin omichli), regia di Theo Angelopoulos (Grecia, Francia, Italia)
- Parcheta lyubov, regia di Ivan Tscherkelov (Bulgaria)
- La piccola Vera (Malenkaya Vera), regia di Vasilij Pičul (Unione Sovietica)
- Un piccolo monastero in Toscana (Un petit monastère en Toscane), regia di Otar Ioseliani (Francia)
- Il re dei bambini (Hai zi wang), regia di Chen Kaige (Cina)
- Reisen ins Landesinnere, regia di Matthias von Gunten (Svizzera)
- Rembrandt Laughing, regia di Jon Jost (Stati Uniti)
- Rok, regia di Aleksej Učitel' (Unione Sovietica)
- Rosa de Areia, regia di Margarida Cordeiro e António Reis (Portogallo)
- A Rustling of Leaves: Inside the Philippine Revolution, regia di Nettie Wild (Canada)
- Sama, regia di Néjia Ben Mabrouk (Belgio, Germania Ovest, Tunisia)
- Seoul Hwangje, regia di Jang Sun-woo e Wan Sun-woo (Corea del Sud)
- Shuttlecock, regia di Jerry Barrish (Stati Uniti)
- Sturzflug, regia di Thorsten Näter (Germania Ovest)
- Thelonious Monk: Straight, No Chaser, regia di Charlotte Zwerin (Stati Uniti)
- Tschadari & Buz Kaschi. Afrikanische Frauen heute, regia di Elke Jonigkeit (Germania Ovest)
- Die verlorenen Schritte? Aber das gibt es nicht, regia di Norbert Jochum (Germania Ovest)
- Vienna Is Different: 50 Years After the Anschluss, regia di Susan Korda e David W. Leitner (Stati Uniti)
- Voices from the Attic, regia di Debbie Goodstein (Stati Uniti)
- Das Wasser des Nils wird zu Blut werden, regia di Frank Behnke (Germania Ovest)
- Winter adé, regia di Helke Misselwitz (Germania Est)
- Zan Boko, regia di Gaston Kaboré (Burkina Faso)

- Retrospettiva su Marcel Broodthaers
- Analyse d'une peinture, regia di Marcel Broodthaers (Belgio)
- The Battle of Waterloo, regia di Marcel Broodthaers (Regno Unito)
- Berlin oder ein Traum mit Sahne, regia di Marcel Broodthaers (Germania Ovest)
- Ceci ne serait pas une pipe, regia di Marcel Broodthaers (Belgio)
- La clef de l'horloge, regia di Marcel Broodthaers (Belgio)
- Crime à Cologne, regia di Marcel Broodthaers (Germania Ovest)
- Eau de Cologne, regia di Marcel Broodthaers (Germania Ovest)
- Figures of Wax, regia di Marcel Broodthaers (Regno Unito)
- Un film de Charles Baudelaire, regia di Marcel Broodthaers (Belgio)
- Un jardin d'hiver, regia di Marcel Broodthaers (Belgio)
- Monsieur Teste, regia di Marcel Broodthaers (Belgio, Francia)
- La pipe satire, regia di Marcel Broodthaers (Belgio)
- La pluie, regia di Marcel Broodthaers (Belgio)
- La signature, regia di Marcel Broodthaer (Germania Ovest)

- Tre film di Christoph Janetzko
- Hollywood Killed Me, regia di Christoph Janetzko (Germania Ovest)
- On Ludlow in Blau, regia di Christoph Janetzko (Germania Ovest)
- S1, regia di Christoph Janetzko (Germania Ovest)

- Tre film di Klaus Telscher
- American Hotel, regia di Klaus Telscher (Germania Ovest)
- Entwicklungsstücke, regia di Klaus Telscher (Germania Ovest)
- On the Balance, regia di Klaus Telscher (Germania Ovest)

- Film di Aleksandr Sokurov
- I giorni dell'eclisse (Dni zatmeniya), regia di Aleksandr Sokurov (Unione Sovietica)
- Maria (Mariya), regia di Aleksandr Sokurov (Unione Sovietica)
- La voce solitaria dell'uomo (Odinokiy golos cheloveka), regia di Aleksandr Sokurov (Unione Sovietica)

- Il cinema nelle Filippine
- Balat, regia di Yeye Calderon (Filippine)
- Delirious, regia di Melchior L. Bacani III e Deo F. Noveno (Filippine)
- Gray Rain, regia di Raymond Trinidad (Filippine)
- Itanong mo sa buwan, regia di Chito Roño (Filippine)
- Kidlat, regia di Joey Agbayani e Robby Agbayani (Filippine)
- Magkakahoy, regia di Noel Lim e Teddy Co (Filippine)
- Sa Maynila, regia di Mike Alcazaren, Jo Atienza, Vic Bacani, Ricky Orellana e Allan Hilario (Filippine)
- Sewing, regia di Anthony Maculangan (Filippine)
- Spit, Optik, regia di Roxlee (Filippine)
- Studies for the Skies, regia di Raymond Red, Cesar Hernando, Ian Victoriano e Danton Wienek (Filippine)
- The Things an Educated Man Does, regia di Patrick Purugganan (Filippine)
- True Blue American Coconut Grove, regia di Louie Quirino e Donna Sales (Filippine)

- Film dall'Indonesia
- Ayahku, regia di Aguy Elyas (Indonesia)
- Naga bonar, regia di M.T. Risyaf (Indonesia)
- Roro mendut, regia di Ami Priyono (Indonesia)

- Il cinema in Thailandia
- Ban, regia di Egalag Gobjitti e Chat Gojitti (Thailandia)
- Peesua lae dokmai, regia di Yuthana Mukdasanit (Thailandia)

#### Il Nuovo cinema tedesco
- American Beauty Ltd., regia di Dieter Marcello (Germania Ovest)
- Ballhaus Barmbek, regia di Christel Buschmann (Germania Ovest)
- Brennende Betten, regia di Pia Frankenberg (Germania Ovest)
- Der Fluch, regia di Ralf Huettner (Austria, Germania Ovest)
- Die Jungfrauenmaschine, regia di Monika Treut (Germania Ovest)
- Der Kuß des Tigers, regia di Petra Haffter (Germania Ovest, Francia)
- Der Sommer des Falken, regia di Arend Agthe (Germania Ovest)
- Die weißen Zwerge, regia di Dirk Schäfer (Germania Ovest)
- Erebos, regia di Nicos Ligouris (Germania Ovest)
- Fifty Fifty, regia di Peter Timm (Germania Ovest)
- Hare to ke - Das Besondere und der Alltag, regia di Regina Ulwer (Germania Ovest)
- Herbstmilch, regia di Joseph Vilsmaier (Germania Ovest)
- Himmelsheim, regia di Manfred Stelzer (Germania Ovest)
- Kopffeuer, regia di Erwin Michelberger (Germania Ovest)
- Land der Väter, Land der Söhne, regia di Nico Hofmann (Germania Ovest)
- Manöver, regia di Helma Sanders-Brahms (Germania Ovest)
- Martha Jellneck, regia di Kai Wessel (Germania Ovest)
- Ödipussi, regia di Vicco von Bülow (Germania Ovest)
- RobbyKallePaul, regia di Dani Levy (Germania Ovest, Svizzera)
- Schlachtenbummel, regia di Thomas Frickel (Germania Ovest)
- Singles, regia di Ecki Ziedrich (Germania Ovest)
- Tiger, Löwe, Panther, regia di Dominik Graf (Germania Ovest)
- Tre donne, il sesso e Platone (Der Philosoph), regia di Rudolf Thome (Germania Ovest)
- Vatanyolu – Die Heimreise, regia di Enis Günay e Rasim Konyar (Germania Ovest)
- Wallers letzter Gang, regia di Christian Wagner (Germania Ovest)

#### Video e Super 8
The Kitchen, New York
- AIDS News: A Demonstration, regia di Bob Huff (Stati Uniti)
- Berlin: Tourist Journal, regia di Ken Kobland (Stati Uniti)
- Hart Island Chronology, regia di Daniel Minahan (Stati Uniti)
- Hitchcock Trilogy, regia di Rea Tajiri (Stati Uniti)
- L.A. Screening Workshop, regia di George Kuchar (Stati Uniti)
- Let's Play Prisoners, regia di Julie Zando (Stati Uniti)
- The Neighbourhood on the BPM 112, regia di Tōwa Tei (Stati Uniti)
- Off Limits, regia di Rea Tajiri (Stati Uniti)
- Paris Is Burning, regia di Jennie Livingston (Stati Uniti)
- They Are Lost to Vision Alltogether, regia di David Blair e Lisa Guido (Stati Uniti)
- This Is a History of New York, regia di Jem e Gabriel Cohen (Stati Uniti)
- We're Desperate, Get Used to It, regia di Bob Huff (Stati Uniti)
- Witness the Butthole Surfers, regia di Jem Cohen (Stati Uniti)

Tre videotape dalla Corea del Sud
- Dangshin dol-ui Korea, realizzato da Kim Su-chin e membri della Ewha Womans University (Corea del Sud)
- Sanggye-dong Olympic, regia di Kim Dong-won (Corea del Sud)
- Uri ui dchogok un paekdu eso halla kachi imnida, realizzato dal gruppo Dulpul (Corea del Sud)

Otto vincitori del 2º Concorso indipendente di cinema e video (Centro Culturale delle Filippine)
- Ang Masyadow Playng Francisco at Santiago, realizzato dalla III & IV classe della Philippine High School for the Arts (Filippine)
- Back to the Womb, regia di Chito R. Valenzuela (Filippine)
- Bagong Sayaw, regia di Deo F. Noveno (Filippine)
- Es, regia di Juan Pula (Filippine)
- Lean, regia di Soc Jose (Filippine)
- Lisa, regia di Gina Abellera (Filippine)
- Make-Up Fairytale, regia di Chito R. Valenzuela (Filippine)
- The Philippine Syndrome, regia di Gabriel Alcazaren (Filippine)

Due videotape di Tony Rayns
- Film in the Philippines, regia di Tony Rayns (Regno Unito)
- New Chinese Cinema, regia di Ron Orders (Regno Unito, Cina)

Altri video e Super 8
- Bailey House: To Live as Long as You Can, regia di Alain Klarer (Svizzera, Stati Uniti)
- Bis ans Ende... und dann noch weiter. Die ekstatische Welt des Filmemachers Werner Herzog, regia di Peter Buchka (Germania Ovest)
- Book of Days, regia di Meredith Monk (Francia, Stati Uniti)
- Inside Life Outside, regia di Scott Sinkler e Sachiko Hamada (Stati Uniti)
- Das letzte Band, regia di Peter Henning e Jean-Claude Kuner (Germania Ovest)
- Später Sommer, regia di Christoph Schrewe (Germania Ovest)

### Kinderfilmfest
- ABC, regia di Alexandra Schatz (Germania Ovest)
- Barney's Christmas Surprise, regia di Reg Lodge (Regno Unito)
- The Dingles, regia di Les Drew (Canada)
- En hundsaga, regia di Jaromir Wesely (Svezia)
- En Sabana Grande siempre es de día, regia di Manuel de Pedro (Venezuela)
- Fuglekongen, regia di Knut Andersen (Norvegia)
- Die große Reise der alten Schildkröte, regia di Barbara Eckhold (Germania Est)
- Guldregn, regia di Søren Kragh-Jacobsen (Danimarca)
- Juliana, regia di Fernando Espinoza e Alejandro Legaspi (Perù)
- Kai aus der Kiste, regia di Günter Meyer (Germania Est)
- Kai für Kiste gesucht!, regia di Günter Meyer (Germania Est)
- Kajsa Kavat, regia di Daniel Bergman (Svezia)
- De kast, regia di Maarten Koopman (Paesi Bassi)
- Kelid, regia di Ebrahim Forouzesh (Iran)
- Krtek filmová hvezda, regia di Zdeněk Miler (Cecoslovacchia, Germania Ovest)
- Kukolka, regia di Isaak Fridberg (Unione Sovietica)
- Lilla syster Kanin, regia di Eva Eriksson e Jan Gustavsson (Svezia)
- Mijn vader woont in Rio, regia di Ben Sombogaart (Paesi Bassi)
- Moj dom na zelionych cholmach, regia di Assja Suleyeva (Unione Sovietica)
- Mysí kociciny, regia di Ludvík Kadlecek (Cecoslovacchia)
- Nefnukej, veverko!, regia di Vera Plívová-Simková (Cecoslovacchia)
- Peep and the Big Wide World, regia di Kaj Pindal (Canada)
- Spravna trefa, regia di Rudolf Ruzicka (Cecoslovacchia)
- Suncokreti, regia di Jovan Rancic (Jugoslavia)
- Tåg till himlen, regia di Torgny Anderberg (Svezia, Ecuador)
- Touch the Sun: Devil's Hill, regia di Esben Storm (Australia, Francia)
- Vlakári, regia di Juraj Lihosit (Cecoslovacchia)

### Retrospettive

#### Erich Pommer
- All'est si muore (Kinder, Mütter und ein General), regia di László Benedek (Germania Ovest)
- L'angelo azzurro (Der blaue Engel), regia di Josef von Sternberg (Germania)
- Asfalto (Asphalt), regia di Joe May (Germania)
- Balla, ragazza, balla (Dance, Girl, Dance), regia di Dorothy Arzner (Stati Uniti)
- Bomben auf Monte Carlo, regia di Hanns Schwarz (Germania)
- Il congresso si diverte (Der Kongreß tanzt), regia di Erik Charell (Germania)
- Desiderio del cuore (Michael), regia di Carl Theodor Dreyer (Germania)
- Di notte sulle strade (Nachts auf den Straßen), regia di Rudolf Jugert (Germania Ovest)
- Il dottor Mabuse (Dr. Mabuse, der Spieler), regia di Fritz Lang (Germania)
- Elisabetta d'Inghilterra (Fire Over England), regia di William K. Howard (Regno Unito)
- Faust (Faust: Eine deutsche Volkssage), regia di Friedrich Wilhelm Murnau (Germania)
- F.P. 1 non risponde (F.P.1 antwortet nicht), regia di Karl Hartl (Germania)
- Il furfante (Die Prinzessin und der Geiger), regia di Graham Cutts (Regno Unito, Germania)
- Il gabinetto del dottor Caligari (Das Cabinet des Dr. Caligari), regia di Robert Wiene (Germania)
- Heimkehr, regia di Joe May (Germania)
- Ich und die Kaiserin, regia di Friedrich Hollaender (Germania)
- Illusion in Moll, regia di Rudolf Jugert (Germania Ovest)
- Io di giorno, tu di notte (Ich bei Tag und du bei Nacht), regia di Ludwig Berger (Germania)
- Istruttoria (Voruntersuchung), regia di Robert Siodmak (Germania)
- La leggenda di Liliom (Liliom), regia di Fritz Lang (Francia)
- Manon Lescaut, regia di Arthur Robison (Germania)
- Metropolis, regia di Fritz Lang (Germania)
- Nina Petrowna (Die wunderbare Lüge der Nina Petrowna), regia di Hanns Schwarz (Germania)
- Non desiderare la donna d'altri (They Knew What They Wanted), regia di Garson Kanin (Stati Uniti)
- Pietro der Korsar, regia di Arthur Robison (Germania)
- Quick, Re dei clown (Quick), regia di Robert Siodmak (Germania)
- Reticolati (Barbed Wire), regia di Rowland V. Lee (Stati Uniti)
- La sirenetta dell'autostrada (Die Drei von der Tankstelle), regia di Wilhelm Thiele (Germania)
- Sogno d'un valzer (Ein Walzertraum), regia di Ludwig Berger (Germania)
- La taverna della Giamaica (Jamaica Inn), regia di Alfred Hitchcock (Regno Unito)
- L'ultimo addio (Hotel Imperial), regia di Mauritz Stiller (Stati Uniti)
- L'uomo che cerca il suo assassino (Der Mann, der seinen Mörder sucht ), regia di Robert Siodmak (Germania)
- Il vagabondo dell'isola (Vessel of Wrath), regia di Erich Pommer (Regno Unito)
- Varieté, regia di Ewald André Dupont (Germania)
- Zwei blaue Jungen, regia di Alwin Neuß (Germania)

#### Europe 1939
- Addio, Mr. Chips! (Goodbye, Mr. Chips), regia di Sam Wood (Regno Unito)
- Alba tragica (Le jour se lève), regia di Marcel Carné (Francia)
- Ali che non tornano (Q Planes), regia di Tim Whelan (Regno Unito)
- A rischio della vita (Med livet som insats), regia di Alf Sjöberg (Svezia)
- Bel Ami - L'idolo delle donne (Bel Ami), regia di Willi Forst (Germania)
- Boefje, regia di Detlef Sierck (Paesi Bassi)
- Borba prodolschajetsa, regia di Wassili Schurawljow (Unione Sovietica)
- Cheer Boys Cheer, regia di Walter Forde (Regno Unito)
- Crisis, regia di Herbert Kline, Hans Burger e Alexander Hammid (Stati Uniti)
- Dora Nelson, regia di Mario Soldati (Italia)
- Drei Unteroffiziere, regia di Werner Hochbaum (Germania)
- The First Days, regia di Pat Jackson, Humphrey Jennings e Harry Watt (Regno Unito)
- Fra la gente (V lyudyakh), regia di Mark Donskoj (Unione Sovietica)
- Fric-Frac, furto con scasso (Fric-Frac), regia di Maurice Lehmann (Francia)
- I fuochi di San Giovanni (Johannisfeuer), regia di Arthur Maria Rabenalt (Germania)
- A Girl Must Live, regia di Carol Reed (Regno Unito)
- Il governatore (Der Gouverneur), regia di Viktor Turžanskij (Germania)
- Hotel Sacher, regia di Erich Engel (Germania)
- If War Should Come, regista non conosciuto (Regno Unito)
- Incendio a Damasco (Aufruhr in Damaskus), regia di Gustav Ucicky (Germania)
- Ispanja, regia di Roman Karmen e Esther Schub (Unione Sovietica)
- Két lány az utcán, regia di André De Toth (Ungheria)
- Kitty la manicure (Kitty und die Weltkonferenz), regia di Helmut Käutner (Germania)
- I leoni dell'aria (The Lion Has Wings), regia di Adrian Brunel, Brian Desmond Hurst e Michael Powell (Regno Unito)
- Love on the Wing, regia di Norman McLaren (Regno Unito, Canada)
- Menaces, regia di Edmond T. Gréville (Francia)
- Il quartiere di Vyborg (Vyborgskaya storona), regia di Grigorij Kozincev e Leonid Trauberg (Unione Sovietica)
- Le quattro piume (The Four Feathers), regia di Zoltán Korda (Regno Unito)
- La regola del gioco (La règle du jeu), regia di Jean Renoir (Francia)
- Ščors, regia di Aleksandr Dovženko e Julija Solnceva (Unione Sovietica)
- Sem'ja Oppengejm, regia di Grigorij Rošal' (Unione Sovietica)
- Smarrimento (Je t'attendrai), regia di Léonide Moguy (Francia)
- Spare Time, regia di Humphrey Jennings (Regno Unito)
- La spia in nero (The Spy in Black), regia di Michael Powell (Regno Unito)
- Tutto finisce all'alba (Sans lendemain), regia di Max Ophüls (Francia)
- Učitel', regia di Sergej Gerasimov (Unione Sovietica)
- Verso l'amore (Die Reise nach Tilsit), regia di Veit Harlan (Germania)
- Wachtmeister Studer, regia di Leopold Lindtberg (Svizzera)
- Der Westwall, regia di Fritz Hippler (Germania)

## Premi

### Premi della giuria internazionale
- Orso d'oro: Rain Man - L'uomo della pioggia di Barry Levinson
- Orso d'argento, gran premio della giuria: Wan zhong di Wu Ziniu
- Orso d'argento per il miglior regista: Dušan Hanák per Ja milujem, ty miluješ
- Orso d'argento per la migliore attrice: Isabelle Adjani, per Camille Claudel di Bruno Nuytten
- Orso d'argento per il miglior attore: Gene Hackman, per Mississippi Burning - Le radici dell'odio di Alan Parker
- Orso d'argento per il miglior contributo artistico: Kaipo Cohen e Gila Almagor, per l'interpretazione in Hakayitz shel Aviya di Eli Cohen
Menzione d'onore: Jacques Rivette, per la regia di Una recita a quattro
- Orso d'argento per il miglior contributo singolo: Eric Bogosian, per la sceneggiatura e l'interpretazione in Talk Radio di Oliver Stone
- Premio Alfred Bauer: Il servo di Vadim Abdrašitov
- Orso d'oro per il miglior cortometraggio: Pas à deux di Monique Renault e Gerrit van Dijk
- Orso d'argento, premio della giuria (cortometraggi): Údel di Jaroslava Havettová

### Premi onorari
- Orso d'oro alla carriera: Dustin Hoffman
- Berlinale Kamera: Stephen Frears, Horst Pehnert, Michail Schkalikow, Marc Spiegel

### Premi della Kinderjury
- Kinderjury Prize: Mijn vader woont in Rio di Ben Sombogaart
Menzione d'onore: De kast di Maarten Koopman

### Premi delle giurie indipendenti
- Premio FIPRESCI: Una recita a quattro di Jacques Rivette
Menzione d'onore: Ja milujem, ty milujes di Dušan Hanák
- Premio FIPRESCI (Forum): ex aequo B'Glal Hamilhamah Hahi di Orna Ben-Dor Niv e A dokumentátor di István Dárday e Györgyi Szalai
- Premio OCIC: Resurrected di Paul Greengrass
- Premio OCIC (Forum): Voices from the Attic di Debbie Goodstein
Menzione d'onore: I giorni dell'eclisse di Aleksandr Sokurov
- Premio INTERFILM Otto Dibelius:[21] Resurrected di Paul Greengrass
Raccomandazione: Il servo di Vadim Abdrašitov
Premio INTERFILM (Forum): Paesaggio nella nebbia di Theo Angelopoulos
Raccomandazione: Zan Boko di Gaston Kaboré
- Premio CICAE Art Cinema: Mielött befejezi röptét a denevér di Péter Tímár
- Premio UNICEF: Juliana di Fernando Espinoza e Alejandro Legaspi
Menzione d'onore: Kukolka di Isaak Fridberg
- Premio della fondazione Maria Schell (Kinderfilmfest): Guldregn di Søren Kragh-Jacobsen
- Premio CIFEJ: Kukolka di Isaak Fridberg
- Peace Film Prize: Hôtel Terminus di Marcel Ophüls
Menzione d'onore: A Rustling of Leaves: Inside the Philippine Revolution di Nettie Wild, Restrisiko oder Die Arroganz der Macht di Claus Strigel e Bertram Verhaag e The World Is Watching di Peter Raymont
- Premio Caligari: Sama di Néjia Ben Mabrouk
- Teddy Award:
Miglior lungometraggio: Fun Down There di Roger Stigliano
Miglior documentario: Tiny and Ruby: Hell Divin' Women di Greta Schiller
Miglior film d'essai: Pissoir di John Greyson
Miglior cortometraggio: Looking for Langston di Isaac Julien

### Premi dei lettori
- Premio dei lettori della Berliner Morgenpost: Rain Man - L'uomo della pioggia di Barry Levinson
- Premio dei lettori di Zitty: A Rustling of Leaves: Inside the Philippine Revolution di Nettie Wild